# 地球の友
地球の友（ちきゅうのとも、英語:Friends of the Earth、略：FoE）は、アメリカ合衆国の環境運動家で環境保護団体シエラクラブの名誉副理事長のデビッド・ブラウアーの提唱により、フランス、スウェーデン、イングランド、米国の4つの組織によって1971年に設立された国際環境NGOである。世界最大の草の根環境団体のネットワークであり、75ヵ国の組織と5000の地域団体がつながっている。現在、68カ国、約100万人のサポーターによるネットワークを有している。
日本では、1980年に「地球の友・日本」という名で組織が立ち上げられたが、その後2001年にNPO団体となる際に「FoE Japan」と改称している。

## 歴史
1981年、小さい国際事務局をボランティアのメンバーによって開設し、各国を転々とする。1983年までに、メンバー組織は25に増加し、運営委員会も設置された。
1986年、初めての年次会合がマレーシアの組織が主催し、開催された。その際に、環境と発展について深く関わってきた31の組織が世界中から集まり、先進諸国の生活スタイルと消費行動を変えることが必要であることが共有された。
2008年までに、FoEのメンバー組織とサポーター数は、200万以上に達し、FoEIには、5000以上の地域団体が名を連ねるようになった。75のFoEのメンバー組織は合計すると1200のスタッフを抱えている。

### 報道資料
- 『読売新聞』1992年10月3日東京朝刊